# Mănăstirea Sfânta Ana din Orșova
Mănăstirea Sfânta Ana este o mănăstire ortodoxă din România situată în orașul Orșova, județul Mehedinți.

## Date generale
Mănăstirea Sfânta Ana este situată în orașul Orșova pe defileul Dunării, unul dintre cele mai frumoase locuri naturale din țara noastră. Ea este așezată pe coama Dealului Moșului, care domină orașul Orșova. A fost ctitorită de către ziaristul interbelic Pamfil Șeicaru, care a luptat în zona Orșovei în calitate de sublocotenent al Regimentului 17 Infanterie în Primul Război Mondial.

## Istoria
În 1935 a fost construit un drum de acces pietruit și lung de un kilometru și jumătate ce urca din centrul Orșovei până în Dealul Moșului. Drumul a fost numit Drumul Eroilor și era străjuit de șapte troițe sculptate din lemn de stejar masiv, aceste troițe erau închinate regimentelor care au luptat în zonă în Primul Război Mondial. Troițele au dispărut prin anii 1960.
Mănăstirea Sfânta Ana a fost construită între anii 1936 și 1939, perioada în care Șeicaru era director al ziarului Curentul și deputat în Parlamentul României. Mănăstirea, care trebuia să poarte hramul Sfânta Ana (după numele mamei lui Șeicaru), nu a fost sfințită imediat după încheierea lucrărilor de construcție.
După anul 1945, odată cu venirea comuniștilor, clădirea a fost transformată în restaurant.
În anul 1990 Mănăstirea Sfânta Ana a fost preluată de Mitropolia Olteniei și la 2 decembrie 1990 a fost sființită de episcopul Damaschin Coravu, vicar al Mitropoliei Olteniei.

## Galerie de imagini

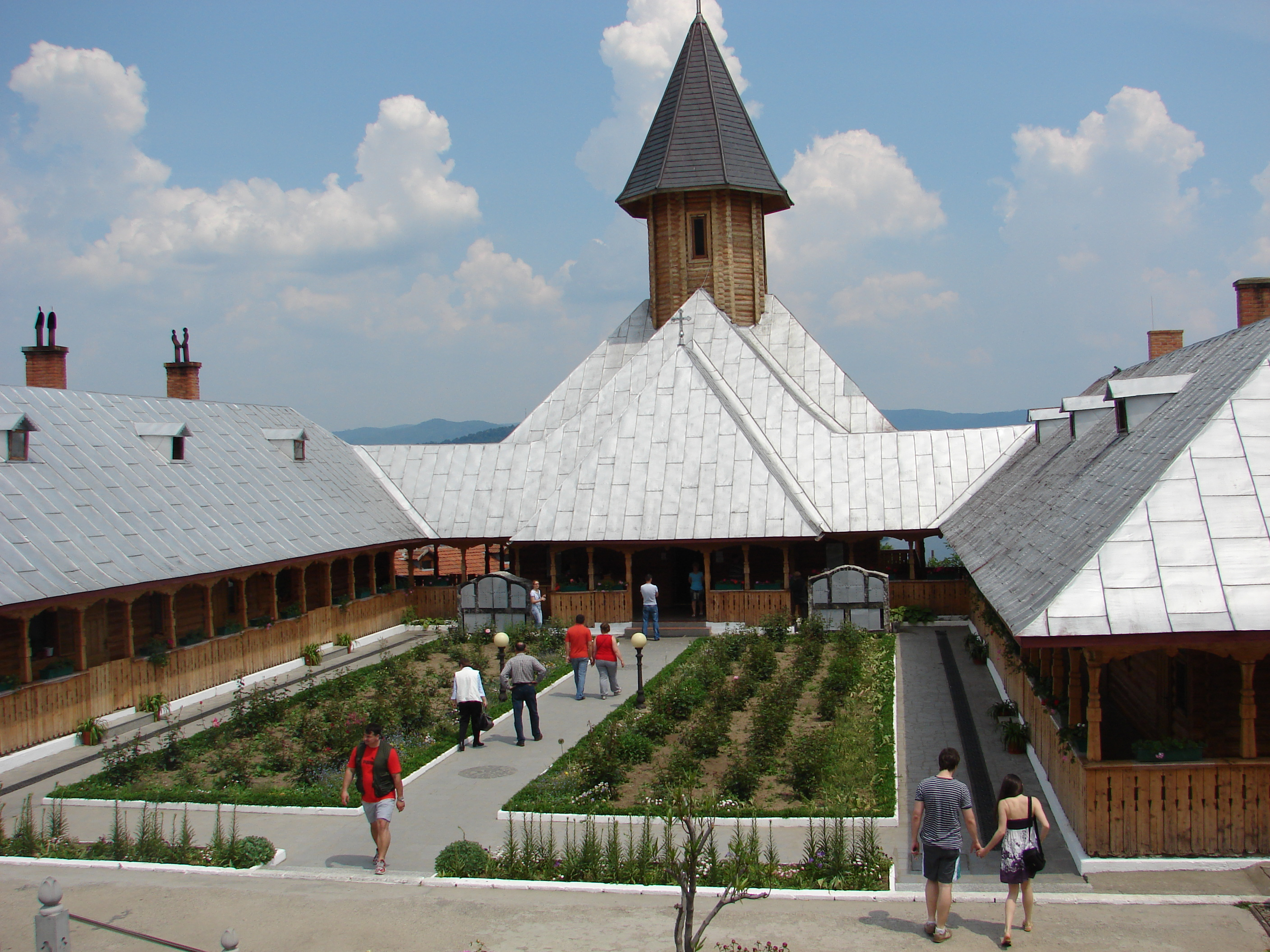
Curte interioară
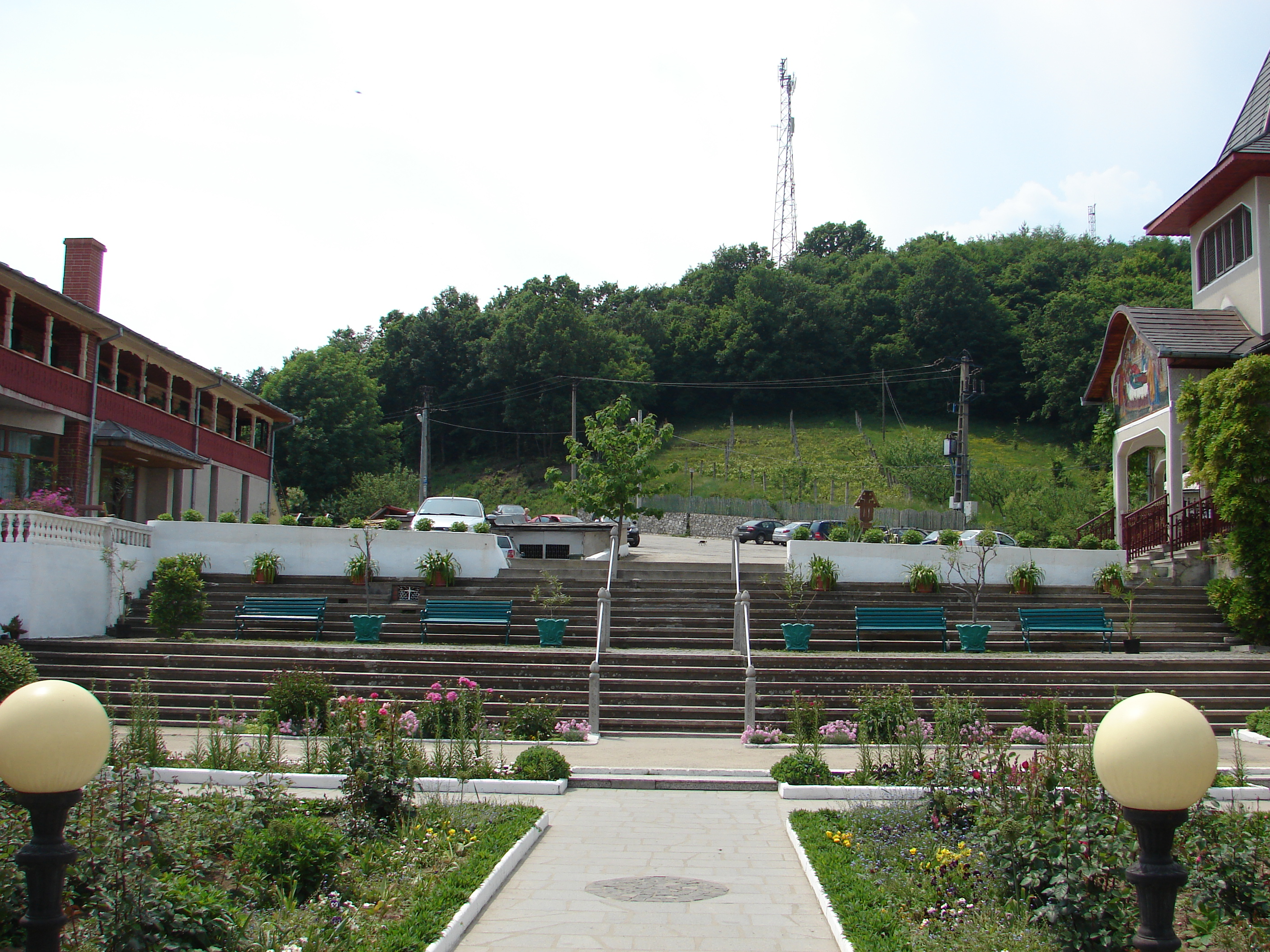
Intrare
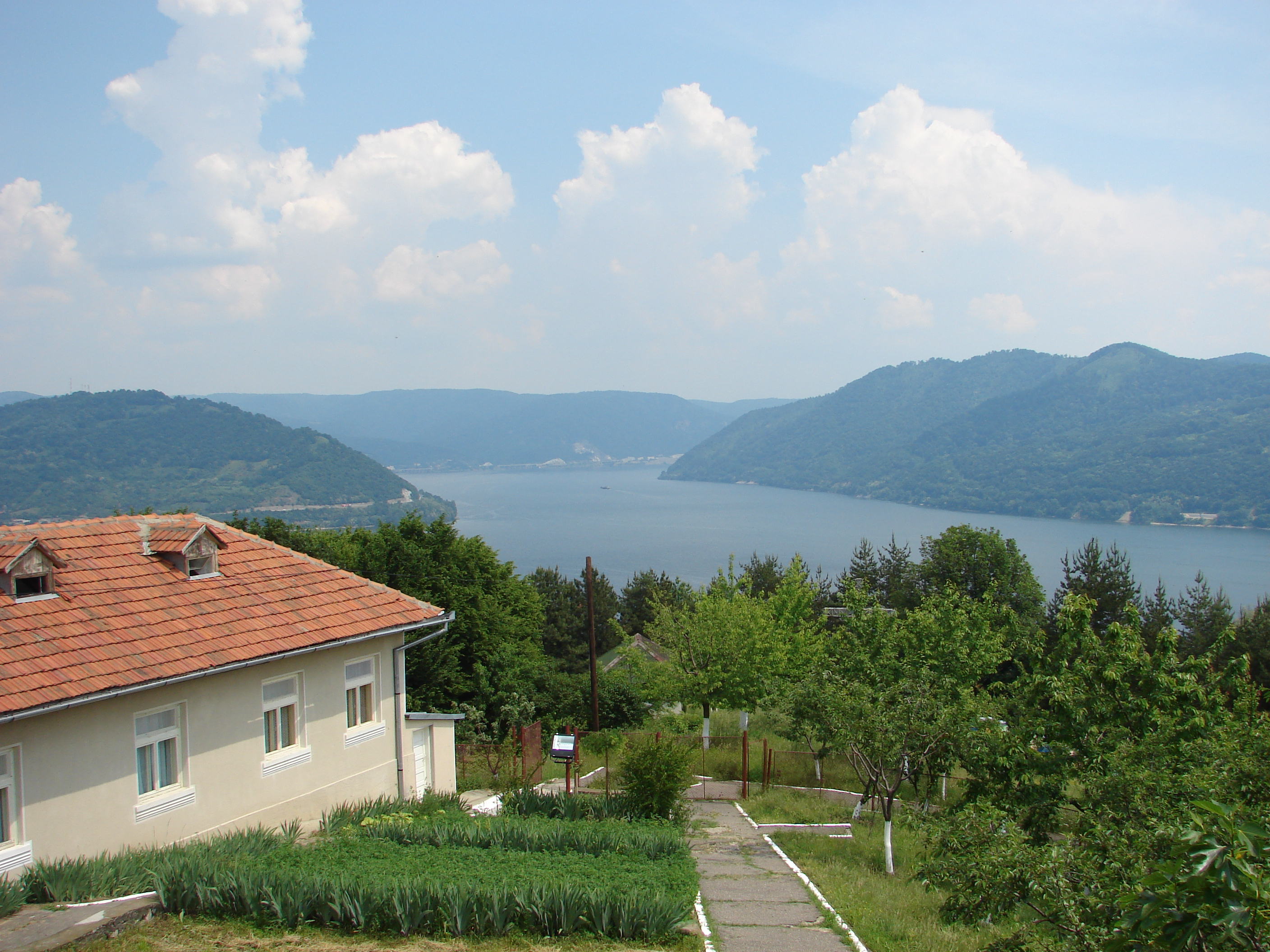
Dunărea văzută de la mănăstire
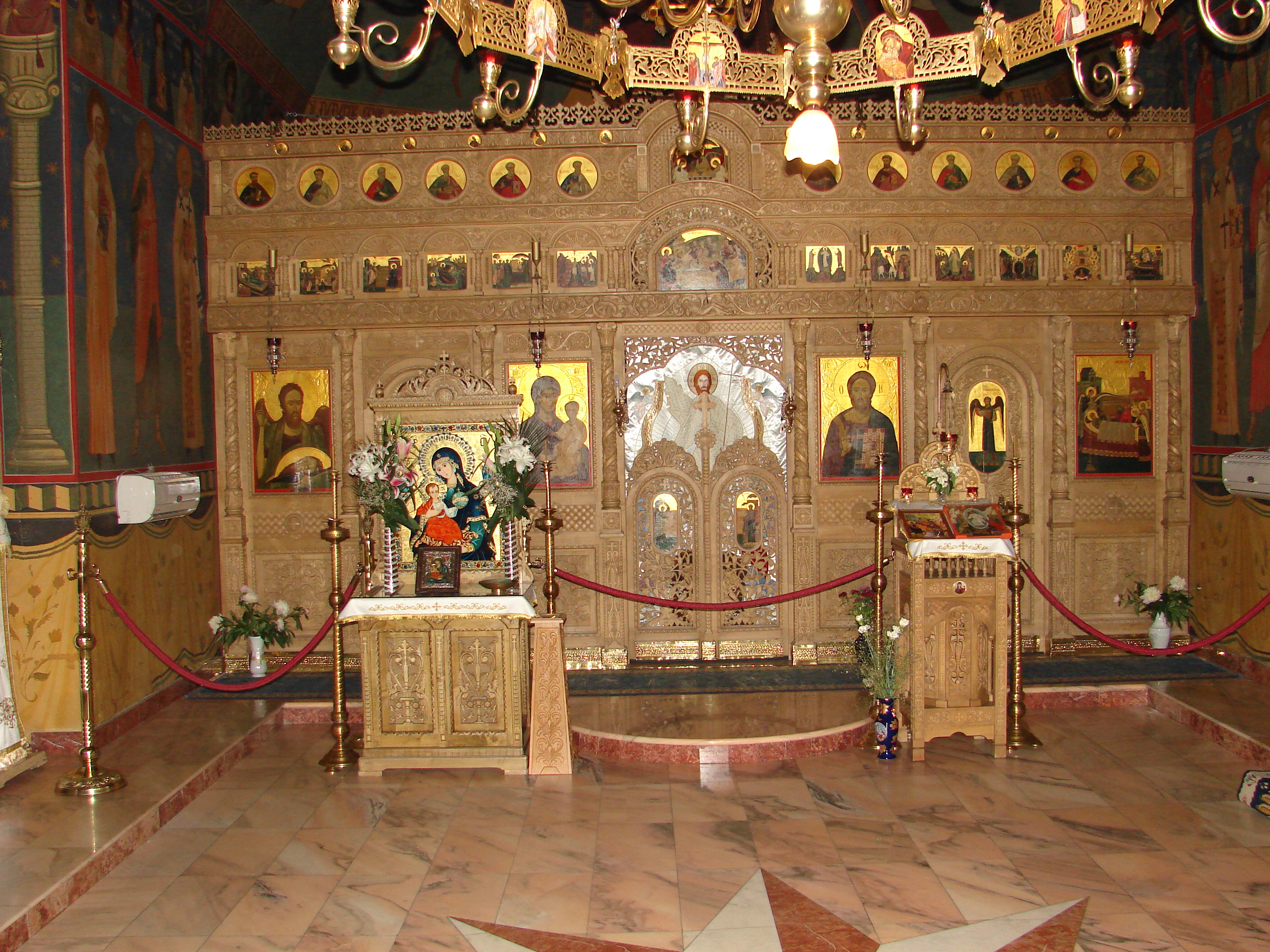
Interior
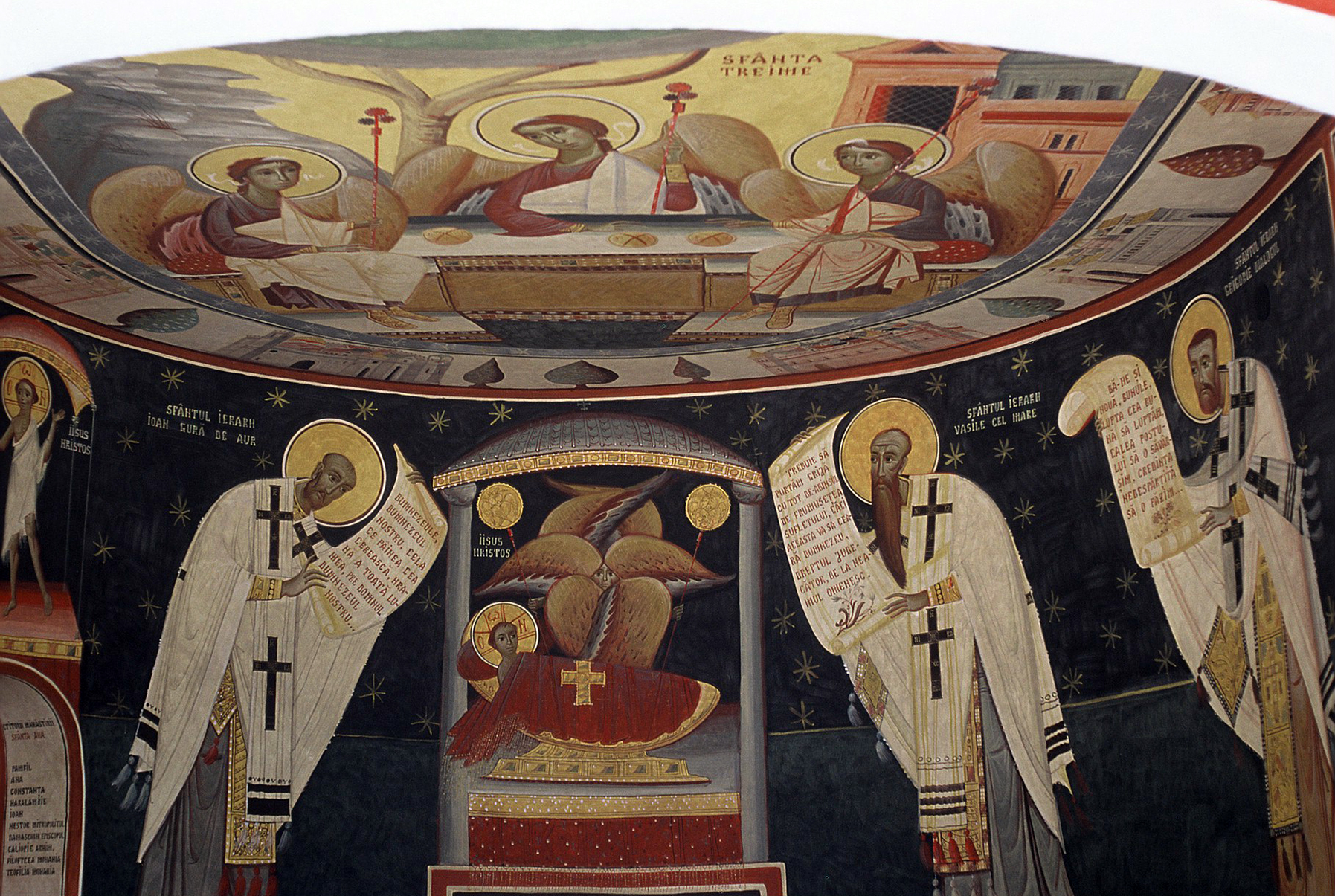
Pictura murala